# Gaultheria amoena x vaccinioides
Gaultheria amoena x vaccinioides là một loài thực vật có hoa trong họ Thạch nam. Loài này được mô tả khoa học đầu tiên.